# Schöninger Straße 28 (Magdeburg)

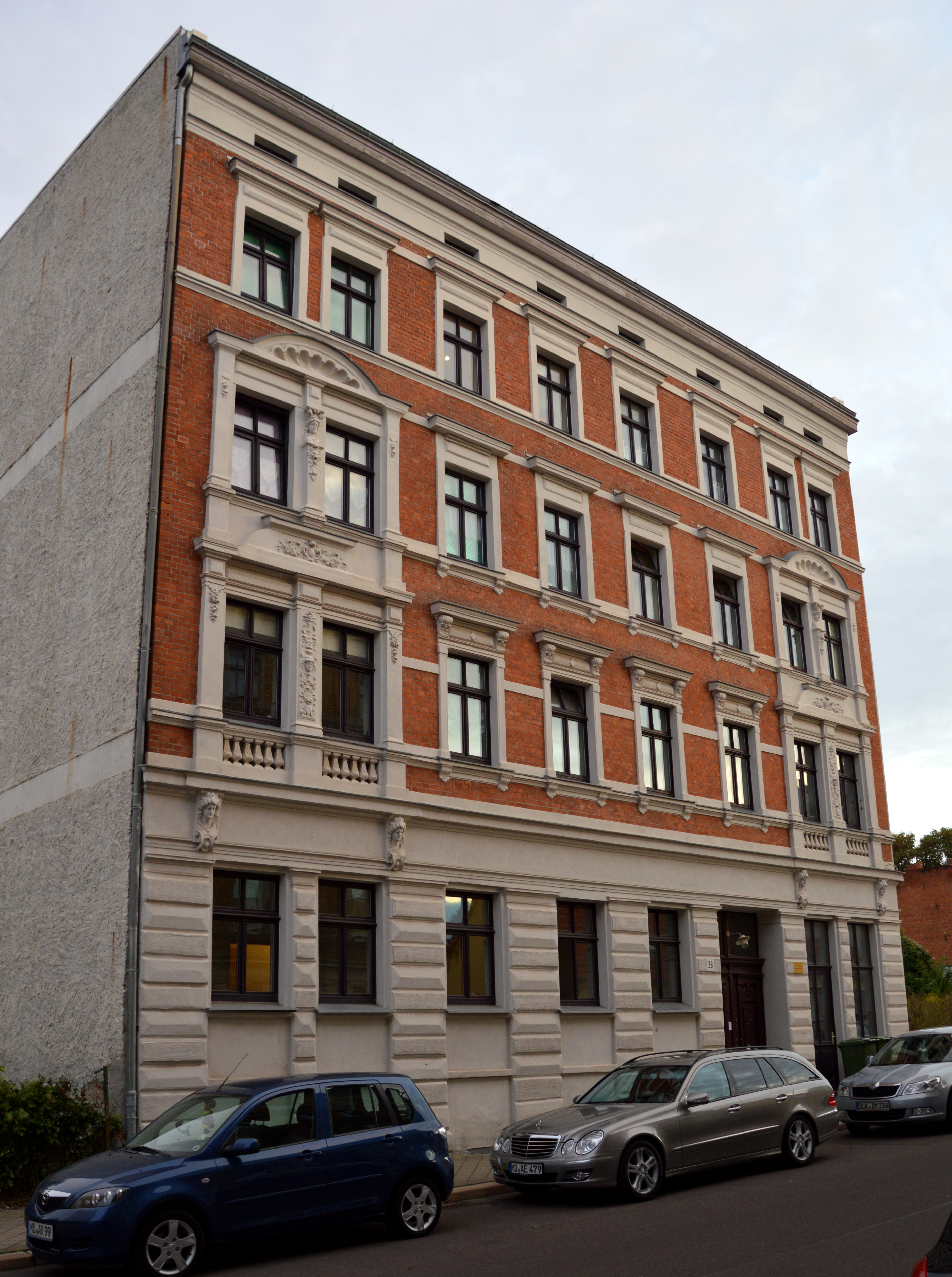
Schöninger Straße 28

Das Haus Schöninger Straße 28 ist ein denkmalgeschütztes Gebäude in Magdeburg in Sachsen-Anhalt.

## Lage
Es befindet sich auf der Südseite der Schöninger Straße im Stadtteil Sudenburg.

## Architektur und Geschichte
Das viergeschossige aus Ziegelsteinen errichtete Wohnhaus entstand im Jahr 1887 im Stil der Neorenaissance. Bauherr war der Maurerpolier und Bauunternehmer Carl Naumann. Im Haus befanden sich ein Ladengeschäft und ein Restaurant. Hofseitig befanden sich ein Tanzsaal und ein Gesellschaftszimmer. Das Erdgeschoss verfügt über eine rustizierte Fassade und ist mit Diamantquadern versehen. Im ersten und zweiten Obergeschoss bestehen jeweils in den äußeren zwei Achsen paarweise Fensterrahmungen. Sie sind mit Balustern, Muschelornamenten und Kopfhermen verziert. Die Abstände zwischen den Fenstern an der verputzten Fassade variieren und sind im Mittelteil breiter als zwischen den äußeren Achsen. Das Gebäude verfügt über ein Mezzanin, die Fassade ist verputzt. Bedeckt ist der Bau von einem Flachdach.
Der Bau wird als Bestandteil eines teilweise erhaltenen gründerzeitlichen Straßenzuges als städtebaulich bedeutsam eingeschätzt. Das Gebäude gilt als Beispiel für den mittleren Standard eines Hauses mit Mietwohnungen in der Bauzeit in Sudenburg.
Im örtlichen Denkmalverzeichnis ist das Wohnhaus unter der Erfassungsnummer 094 82114 als Baudenkmal verzeichnet.